# Wen Hui Bao

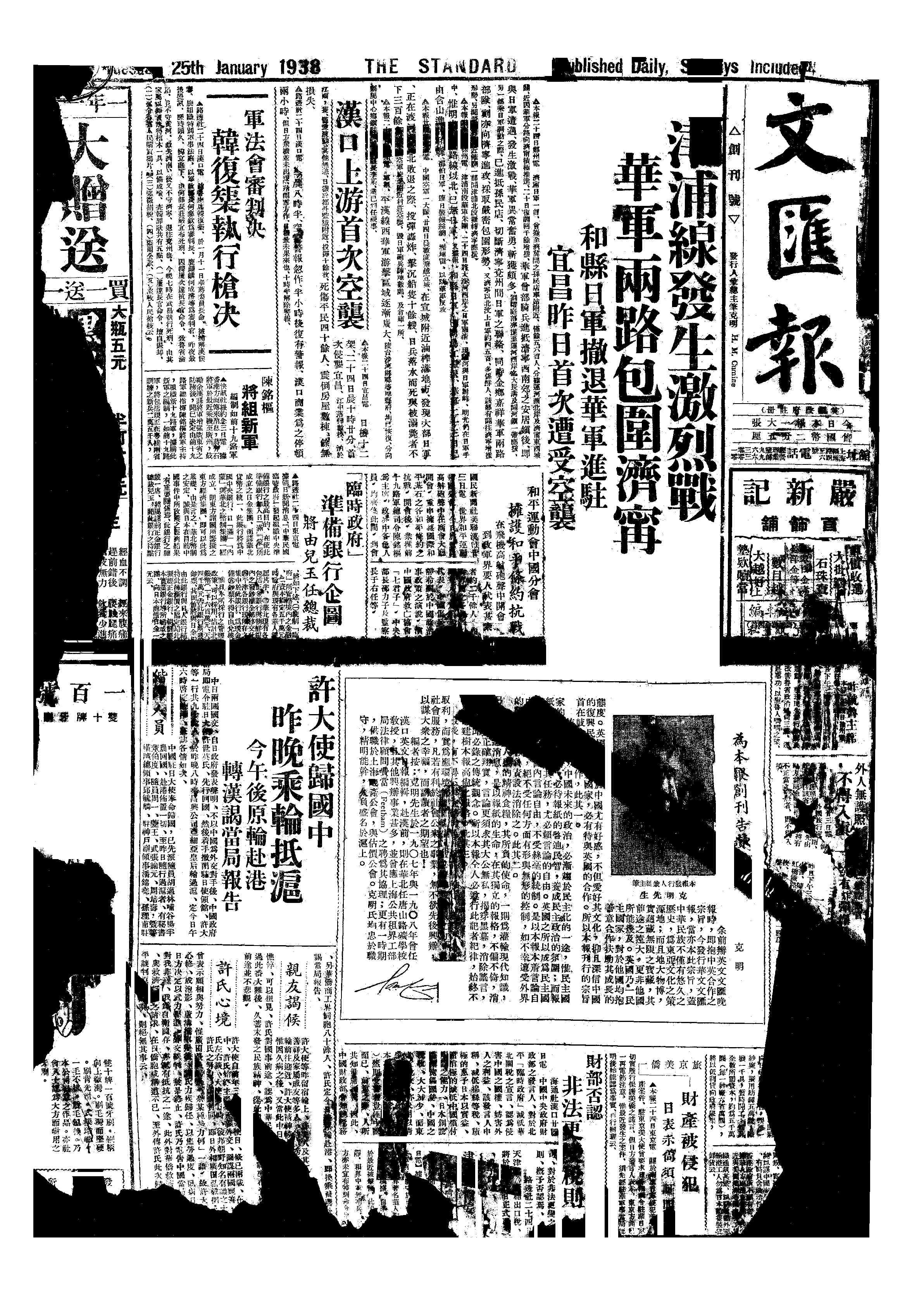
La Une du Wen Hui Bao

Le Wen Hui Bao (chinois : 文汇报 ; pinyin : Wén Huì Bào) est un des plus importants quotidiens chinois, publié à Shanghai.

## Histoire
La fondation du Wen Hui Bao à Shanghai par des intellectuels de gauche, autour de l'écrivain et journaliste Ke Ling, date de 1938. Au cours de la décennie suivante, il est fermé à deux reprises en raison de ses tendances politiques.
Au début de l'année 1956, le journal, contraint de s'installer à Pékin, prend le nom de Jiaoshibao (le Journal des Enseignants). Au cours de la campagne des Cent Fleurs, le journal est autorisé à reprendre sa publication à Shangai le 1er octobre 1956. Sous la direction de son rédacteur en chef Xu Zhucheng, le Wen Hui Bao devient pendant cette période l'un des journaux les plus libres de parole, jusqu'aux attaques de Mao Zedong en juillet 1957, et à la punition qui s'ensuit.
À la fin de l'année 1965, Jiang Qing et Zhang Chunqiao, activistes de gauche de Shanghai, lancent dans ses colonnes leur attaque contre l'écrivain Wu Han, point de départ de la Révolution culturelle. Le 4 janvier 1967, les Gardes rouges en prennent le contrôle lors de leur première attaque à Shanghai.
Dans les années 1980, le Wen Hui Bao redevient un journal à grande diffusion, intellectuellement enrichissant et aux lecteurs nombreux. Cepeandant, les années 1990 voient la diminution du nombre de ses lecteurs, ce qui conduit à sa fusion avec le Xinmin Wanbao au sein du groupe de presse Wenhui-Xinmin.